# Okręgowe rozgrywki w piłce nożnej woj. olsztyńskiego (1962/1963)
Drużyny z województwa olsztyńskiego występujące w ligach centralnych i makroregionalnych:
- I liga – brak
- II liga – brak

Rozgrywki okręgowe:
- III liga okręgowa (III poziom rozgrywkowy)
- klasa A  - 2 grupy (IV poziom rozgrywkowy)
- klasa B - 3 grupy (V poziom rozgrywkowy)
- klasa C(LZS) - podział na grupy (VI poziom rozgrywkowy)

## III liga okręgowa
| Poz. | Klub                           | M  | Pkt. |
| ---- | ------------------------------ | -- | ---- |
| 1    | Warmia Olsztyn                 | 18 | 31   |
| 2    | Zatoka Braniewo                | 18 | 25   |
| 3    | Vęgoria Węgorzewo              | 18 | 22   |
| 4    | Granica Kętrzyn                | 18 | 19   |
| 5    | Gwardia Olsztyn                | 18 | 16   |
| 6    | Sokół Ostróda (b)              | 18 | 16   |
| 7    | Victoria Bartoszyce            | 18 | 15   |
| 8    | Grunwald Ostróda               | 18 | 15   |
| 9    | Huragan Morąg                  | 18 | 11   |
| 10   | Polonia Lidzbark Warmiński (b) | 18 | 10   |

- Warmia Olsztyn nie awansowała do II ligi

## Klasa A

### grupa I
| Poz. | Klub                     | M  | Pkt. |
| ---- | ------------------------ | -- | ---- |
| 1    | Radar Bemowo Piskie (b)  | 14 | 27   |
| 2    | Tęcza Biskupiec          | 14 | 19   |
| 3    | Warmia II Olsztyn        | 14 | 15   |
| 4    | Podchorążak Szczytno (s) | 14 | 14   |
| 5    | Mazur Pisz               | 14 | 12   |
| 6    | Orlęta Reszel (b)        | 14 | 9    |
| 7    | Stal Giżycko             | 14 | 8    |
| 8    | Granica II Kętrzyn (b)   | 14 | 8    |

- Warmia II Olsztyn wycofała się po sezonie

### grupa II
| Poz. | Klub                         | M  | Pkt. |
| ---- | ---------------------------- | -- | ---- |
| 1    | OKS Olsztyn (s)              | 14 | 23   |
| 2    | Jeziorak Iława               | 14 | 23   |
| 3    | Start Działdowo              | 14 | 15   |
| 4    | Grunwald II Ostróda          | 14 | 13   |
| 5    | Huragan II Morąg             | 14 | 12   |
| 6    | Olimpia Olsztynek            | 14 | 11   |
| 7    | Drwęca Nowe Miasto Lubawskie | 14 | 9    |
| 8    | Sokół II Ostróda (b)         | 14 | 8    |

- Huragan II Morąg wycofał się po sezonie

## Klasa B
- grupa I - awans: Gwardia II Olsztyn
- grupa II - awans: Unia Susz
- grupa III - awans: Mazury Mrągowo